# 第二屆十大電視廣告頒獎典禮
《第二屆十大電視廣告頒獎典禮》，主持為何守信、林祖輝、歐錦棠，目的為表揚1995年播出的香港電視廣告，是1996年廣告界的盛事，當年焦點是周華健首度亮相亞洲電視奪得傑出電視廣告歌曲大獎及傑出電視廣告男明星大獎。

## 得獎名單
- 最高榮譽大獎
  - 和記傳訊 ─ 天地豪情

- 十大最受歡迎電視廣告[1]
  - 眼鏡88 ─ 姊弟
  - 廉政公署 ─貪污遊戲
  - 可口可樂 ─五金店
  - 匯豐銀行─ 漁民
  - 人頭馬特級干邑 ─大紅燈籠
  - 和記傳訊 ─ 天地豪情
  - 柯達─ 最美一刻盡表現
  - 謝瑞麟 ─ 珍情，情真
  - 刀嘜 ─ 好掛住媽咪
  - 鐵達時 ─ 青春燃燒

- 傑出電視廣告男演員大獎
  - 匯豐銀行(漁民) ─ 郭約翰

- 傑出電視廣告女演員大獎
  - 鐵達時(青春燃燒) ─ 戴雪珊（即印尼女演員Susan Bachtiar）

- 傑出電視廣告歌曲大獎
  - 謝瑞麟(珍情，情真) ─ 濃情化不開

- 傑出電視廣告男明星大獎
  - 謝瑞麟(珍情，情真) ─ 周華健

- 傑出電視廣告女明星大獎
  - 維珍航空 ─ 王菲